# Édith Bongo

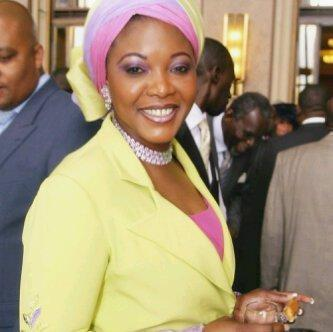
Édith Bongo

Édith Lucie Bongo Ondimba (* 10. März 1964 in Brazzaville, Republik Kongo; † 14. März 2009 in Rabat, Marokko) war als Ehefrau von Omar Bongo in den Jahren 1990 bis 2009 die Première Dame von Gabun.
Sie war die Tochter von Denis Sassou Nguesso, dem Präsidenten der Republik Kongo und galt als Symbol für die engen Verbindungen der beiden zentralafrikanischen Staatsführer. Die gelernte Kinderärztin war in der AIDS-Bekämpfung aktiv. Aus der Ehe gingen zwei Kinder hervor.